# Vi rejser i nat
|  | Denne artikel er oprettet af botten PalnaBot ud fra en ekstern database. Den kan derfor have sproglige fejl eller mangler. Denne skabelon kan fjernes efter kontrol af indholdet. |

Vi rejser i nat er en film instrueret af Jacob Jørgensen.

## Handling
Familien Meggele hører til "de rejsende". Igennem generationer har de kørt med deres vogne fra sted til sted. De har haft meget forskelligt arbejde, og de har tit stødt sammen med det "fastboende" samfund, hvis måde at indrette sig på ikke passer til denne gruppe af den danske befolkning. Filmen viser familiens miljø og livsmønster. Der fortælles om forsvundne og stadig eksisterende traditioner, og filmholdet har fulgt familiens "sommerrejse" med et tivolishow. Filmens ramme er livet på landevejen, i vognene og på festpladsen. Lydsiden veksler mellem samtaler og megen musik.